# I Fuoriclasse
I Fuoriclasse è stato un programma televisivo italiano di genere talent show-varietà, in onda su Rai Uno nel 2007 e condotto da Carlo Conti.

## Descrizione
Si tratta di una competizione canora per talenti non professionisti. Nella prima ed unica edizione il programma è andato in onda per sette puntate, in ognuna delle quali si sono confrontate quattro categorie, scelte tra le più rappresentative del mondo del lavoro. Ogni categoria era rappresentata da due concorrenti. Alle sette puntate ha fatto seguito una finale in cui si sono affrontati i vari campioni settimanali più alcuni ripescati. Le sfide erano valutate da una giuria in studio e dal pubblico tramite il televoto. Il programma ha visto la partecipazione di Fichi d'India, Sergio Friscia, Niki Giustini, Alessandro Paci e Federica Ugolini.
Nonostante i buoni ascolti, tra il 18% e il 21% di share, il programma viene battuto dal concorrente di Canale 5, la miniserie Il capo dei capi.

## Vincitori
- Prima Puntata
  - Sara Frassanito (cassiera)
- Seconda Puntata
  - Mario Verzin (Fiorista)
- Terza Puntata 
  - Mario Verzin (Fiorista)
- Quarta Puntata
  - Stefano Fini (Fattorino)
- Quinta Puntata
  - Stefano Fini (Fattorino)
- Sesta Puntata
  - Stefano Fini (Fattorino)
- Settima Puntata 
  - Francesca Borghese (Elettricista)
- Finale
  - Anna Bugatti (Pasticciera)